# Adressbuch für den deutschsprachigen Buchhandel
Das Adressbuch für den deutschsprachigen Buchhandel enthält über 30.000 Adressen von Verlagen, Buchhandlungen, Musikalienhandlungen und Verlagsvertretern im deutschsprachigen Raum.
Es wurde 1839 von dem Leipziger Verleger Otto August Schulz (1803–1860) unter dem Namen „Allgemeines Adreßbuch für den deutschen Buchhandel, den Antiquar-, Colportage-, Kunst-, Landkarten- und Musikalien-Handel sowie verwandte Geschäftszweige“ begründet und von seiner Witwe und seinem (anfangs noch minderjährigen) Sohn Hermann Schulz bis einschließlich des fünfzigsten Jahrgangs 1888 fortgeführt. Der Börsenverein der Deutschen Buchhändler kaufte die Rechte und führte es seit 1889 als offizielles Adressbuch weiter, bearbeitet von seiner eigenen Redaktion. Seit 1952 erscheint es in der Buchhändler-Vereinigung GmbH in Frankfurt am Main unter dem Namen „Adressbuch für den deutschsprachigen Buchhandel“. Heute wird es von der MVB Marketing- und Verlagsservice des Buchhandels GmbH herausgegeben. Es erscheint immer noch jährlich als dreibändige Buchausgabe und zweimal im Jahr als CD-Rom. Zusätzlich zu den Adressen sind die Verkehrsnummer und ISBN, Verbandszugehörigkeiten und weiteres angegeben. Seit 2012 erscheint es auch online.